# Kletterwaldsänger
Der Kletterwaldsänger (Mniotilta varia) oder Baumläuferwaldsänger ist ein kleiner Vogel in der Familie der Waldsänger (Parulidae) und die einzige Art in der Gattung Mniotilta.

## Merkmale
Das Oberseitengefieder bei dem männlichen Kletterwaldsänger ist schwarzweiß gestreift; das Unterseitengefieder weiß mit schwarzen Streifen an der Brust und an den Flanken. Das Weibchen und die Jungvögel haben ein ähnliches Federkleid, nur ist es insgesamt stumpfer.

## Ernährung
Kletterwaldsänger ernähren sich überwiegend von Insekten, die sie an den Baumstämmen entlang in den Rindenspalten aufstöbern.

## Fortpflanzung
In einem schalenförmigen Nest an der Bodenvegetation legt das Weibchen vier bis fünf Eier.

## Vorkommen
Die Brutgebiete befinden sich in Mischwäldern, bevorzugt in feuchten Lebensräumen, im Osten und Norden von Nordamerika, von Südkanada bis nach Florida. Im Winter zieht er nach Mittelamerika bis in Gebiete nach Südamerika, wie Peru. Als seltener Gast kommt er auch in Westeuropa vor, wie Irland und Großbritannien.